# Filmes de 1955 da Allied Artists Pictures

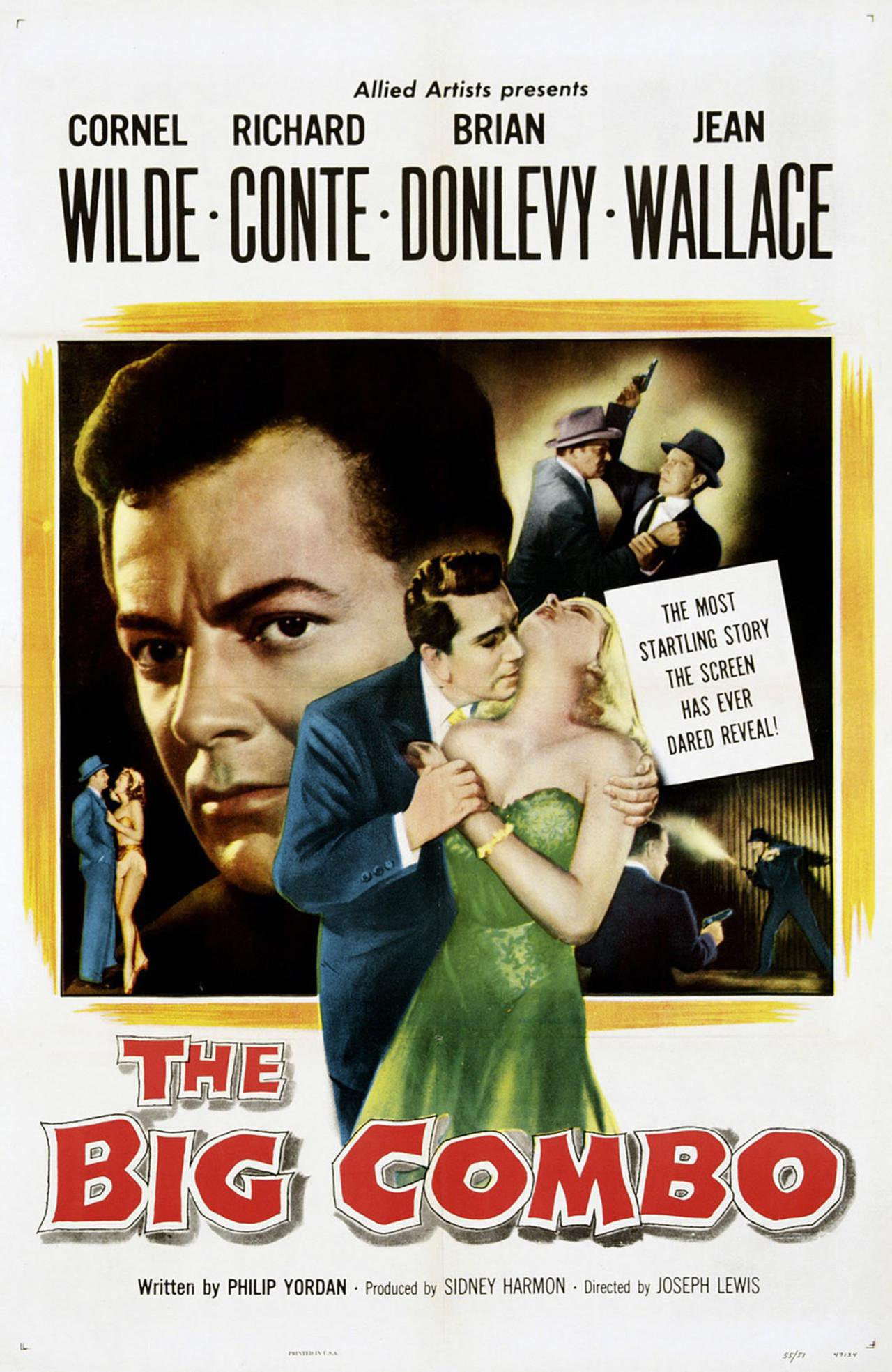
Cartaz de The Big Combo.

## Filmes do ano
| Título Original          | Título no Brasil         | Estrelado por    | Dirigido por           | Gênero       |
| ------------------------ | ------------------------ | ---------------- | ---------------------- | ------------ |
| An Annapolis Story       | Dois Corações e Uma Alma | John Derek       | Don Siegel             | Guerra       |
| At Gunpoint              | A Mancha de Sangue       | Fred MacMurray   | Alfred L. Werker       | Faroeste     |
| Betrayed Women           | Mulheres Acorrentadas    | Carole Matthews  | Edward L. Cahn         | Policial     |
| The Big Combo            | O Império do Crime       | Cornel Wilde     | Joseph H. Lewis        | Policial     |
| The Big Tip Off          | A Quadrilha da Morte     | Richard Conte    | Frank McDonald         | Policial     |
| Bob Ware Is Missing      | Horas de Angústia        | Neville Brand    | Thomas Carr            | Policial     |
| Bowery to Baghdad        | Bobos em Bagdá           | Leo Gorcey       | Edward Bernds          | Comédia      |
| Case of the Red Monkey   | O Crime do Macaco        | Richard Conte    | Ken Hughes             | Espionagem   |
| Cocktails in the Kitchen |                          | Dirk Bogarde     | J. Lee Thompson        | Comédia      |
| Dial Red "O"             | Fuga Fatal               | Bill Elliott     | Daniel B. Ullman       | Policial     |
| Fingerman                | Balas na Noite           | Frank Lovejoy    | Harold Schuster        | Policial     |
| High Society             | Anjos Grã-Finos          | Leo Gorcey       | William Beaudine       | Comédia      |
| Jail Busters             | Escola de Vigaristas     | Leo Gorcey       | William Beaudine       | Comédia      |
| Las Vegas Shakedown      | Cassino da Morte         | Dennis O'Keefe   | Sidney Salkow          | Drama        |
| Lord of the Jungle       | O Soberano da Selva      | Johnny Sheffield | Ford Beebe             | Aventura     |
| The Match-Making Marshal |                          | Guy Madison      | Frank McDonald         | Faroeste     |
| Murder Is My Beat        | O Morto... Desaparecido  | Paul Langton     | Edgar G. Ulmer         | Policial     |
| Night Freight            | Atentado na Noite        | Forrest Tucker   | Jean Yarbrough         | Drama        |
| Paris Follies of 1956    | Paris Follies de 1956    | Forrest Tucker   | Leslie Goodwins        | Musical      |
| Phantom Trails           |                          | Guy Madison      | Frank McDonald         | Faroeste     |
| The Phenix City Story    | Cidade do Vício          | John McIntire    | Phil Karlson           | Policial     |
| The Return of Jack Slade | Assassino a Sangue Frio  | John Ericson     | Harold Schuster        | Faroeste     |
| Seven Angry Men          | Sete Homens Enfurecidos  | Raymond Massey   | Charles Marquis Warren | Faroeste     |
| Shack Out on 101         | Praia de Sangue          | Terry Moore      | Edward Dein            | Espionagem   |
| Shotgun                  | Escreveu Seu Nome a Bala | Sterling Hayden  | Lesley Selander        | Faroeste     |
| Skabenga                 | Fúria Africana           |                  | George Michael         | Documentário |
| Spy Chasers              | Espiando Espiões         | Leo Gorcey       | Edward Bernds          | Comédia      |
| Sudden Danger            | Perigo às Cegas          | Bill Elliott     | Hubert Cornfield       | Policial     |
| Timber Country Trouble   |                          | Guy Madison      | Frank McDonald         | Faroeste     |
| The Titled Tenderfoot    |                          | Guy Madison      | Frank McDonald         | Faroeste     |
| Toughest Man Alive       | Agente Internacional     | Dane Clark       | Sidney Salkow          | Espionagem   |
| Treasure of Ruby Hills   | Epopeia Sangrenta        | Zachary Scott    | Frank McDonald         | Faroeste     |
| The Warriors             | O Príncipe Negro         | Errol Flynn      | Henry Levin            | Aventura     |
| Wichita                  | Choque de Ódios          | Joel McCrea      | Jacques Tourneur       | Faroeste     |
| Wicked Wife              |                          | Nigel Patrick    | Bob McNaught           | Policial     |
| Will Any Gentleman?      |                          | George Cole      | Michael Anderson       | Comédia      |